# 韦热尼
韦热尼，是匈牙利亚斯-瑙吉孔-索尔诺克州所辖的一个村，总面积25.17平方公里，总人口726，人口密度28.8人/平方公里（2010年1月1日）。